# Eleonora Sears
Eleonora Randolph Sears (Boston, 28 de outubro de 1881 - Palm Beach, 16 de março de 1968) foi uma tenista amadora estadunidense. Foi campeã de cinco Grand Slam em duplas. 